# Шурышкары
Шуры́шкары — село в Шурышкарском районе Ямало-Ненецкого автономного округа России.
С языка коми название переводится как «роговой городок».

## География
Расположено на левом берегу реки Малая Обь, в 130 км к юго-западу от Салехарда и в 90 км к северо-западу от районного центра — села Мужи.

## Население
| 1989 | 2002 | 2010 | 2021 |
| ---- | ---- | ---- | ---- |
| 720  | ↗818 | ↘795 | ↗880 |

## История
С 2005 до 2022 гг. село было центром сельского поселения Шурышкарское, упразднённого в 2022 году в связи с преобразованием муниципального района в муниципальный округ.